# Río El Laurel
Río El Laurel är en flod i Nicaragua. Den har sin källa i bergskedjan Cordillera Guisisil och rinner ut i floden Río Viejo, Nicaragua. Den är en del av avrinningsområdet för Managuasjön och Río San Juan. Floden flyter från öster till väster och hela flodens längd är inom kommunen San Francisco Libre.